# Infurcitinea captans
Infurcitinea captans is een vlinder uit de familie echte motten (Tineidae). De wetenschappelijke naam is voor het eerst geldig gepubliceerd in 1960 door Gozmany.
De soort komt voor in Europa.